# Tangente vers l'est
Tangente vers l'est est un roman de Maylis de Kerangal publié le 12 janvier 2012 aux éditions Verticales et ayant reçu le prix Landerneau la même année.

## Historique
Ce court roman est en très grande partie le fruit d'une invitation de l'auteure à un voyage officiel dans le Transsibérien, regroupant de nombreux écrivains, dans le cadre de l'année France-Russie,. Ce texte est une reprise d'une fiction radio nommé Lignes de fuite pour France Culture réalisé par Cédric Aussir avec Sergueï Vladimirov et Julie Pouillon comme comédiens,.

## Résumé
Le roman met en scène une partie du voyage dans le Transsibérien entre Krasnoïarsk et Vladivostok. Deux personnages fuyant chacun une situation difficile vont cohabiter dans le même compartiment. Il y a Hélène, une française en proie avec des histoires d'amour, et le jeune russe Alioucha refusant d'aller dans l'armée.

## Éditions
- Éditions Verticales, 2012  (ISBN 978-2070136742).